# František Daneš (kněz)
František Daneš (13. července 1807 Písek – 5. května 1892 Peruc) byl český římskokatolický kněz, pedagog a politik, v 60. letech 19. století poslanec Českého zemského sněmu.

## Biografie
Na kněze byl vysvěcen roku 1832 v Českých Budějovicích. Působil jako katolický kněz a pedagog. Publikoval pedagogickou a náboženskou literaturu. Jeho působení je spojeno zejména s městysem Peruc, kde byl od roku 1840 administrátorem tamní farnosti a od července 1848 i farářem. Z perucké fary vytvořil centrum vlasteneckých českých kruhů. Navštívili ji například Karel Havlíček Borovský, František Palacký, Václav Vladivoj Tomek, Svatopluk Čech, František Ladislav Rieger, Karel Sabina aj. Kromě role duchovního se Daneš zabýval i otázkami pedagogiky. Inicioval vznik místní školy, na které vyučoval náboženství. Na faře shromažďoval spisy k tematice pedagogické teorie. V roce 1840 ho rovněž ovlivnilo setkání s Antonínem Emanuelem Komersem, který se zasazoval o vzdělávání venkovského lidu. Daneš pak přednášel na škole v Peruci na národohospodářská témata. Zároveň se podílel na počátcích spolkové činnosti mezi rolnictvem. V roce 1850 se v Peruci odehrálo slavnostní ocenění nejlepších čeledínů, na kterém Daneš sloužil mši. V 50. letech se angažoval v rozvoji peruckého lihovaru.
Přispíval do denního tisku. Sám vydal roku 1855 a znovu 1860 Řeči sváteční.
Po obnovení ústavního života v Rakouském císařství počátkem 60. let 19. století se zapojil i do politiky. V zemských volbách v Čechách v roce 1861 byl zvolen v kurii venkovských obcí do Českého zemského sněmu. Mandát získal v obvodu Rakovník – Křivoklát – Nové Strašecí – Louny. Byl zvolen jako oficiální kandidát českého volebního výboru vedeného Národní stranou (staročechy). Rezignoval v říjnu 1866.